# Radioterapija z ultravisoko dozno hitrostjo
Radioterapija z ultravisoko dozno hitrostjo (angleško FLASH Radiotherapy) je nova tehnika obsevalnega zdravljenja (radioterapije), kjer z ultravisoko dozno hitrostjo (več kot 40 Gy/s) izsevamo predvideno dozo v eni sami frakciji. Tovrstna tehnika močno skrajša čas obsevanja in tako ščiti zdravo tkivo. Pri višjih doznih odmerkih se v radioterapiji običajno soočamo tudi s poškodbami zdravega tkiva, tehnika FLASH pa dosega enako visoko tumorsko dozo ob manjši poškodbi zdravega tkiva, kar je cilj izboljšav in raziskav v radioterapiji, saj ob preveliki poškodbi zdravih tkiv ne moremo obsevati tumorja z dovolj visoko dozo. V primerjavi z običajno radioterapijo je tu hitrost doze tudi tisočkrat višja. Tumorsko tkivo tako lahko v eni frakciji dobi enako dozo kot pri običajni tehniki.

## Dejavniki, ki vplivajo na učinek FLASH
Učinek FLASH je odvisen od več dejavnikov – hitrost doze, skupni odmerek (skupna absorbirana doza), frakcionacija, vrsta sevanja, pulziranje žarkov … Učinek FLASH je običajno opažen pri elektronskem obsevanju, v zadnjem času tudi pri drugih vrstah, a redkeje. Potrebno pa bo še veliko raziskovanja na tem področju, saj je v igri več spremenljivk.

## Testiranje metode FLASH na živalih
Pri prašiču so primerjali pozne posledice na koži in ugotovili, da je poškodba pri 25 Gy običajne tehnike primerljiva s 34 Gy pri FLASH tehniki. Pri obsevanju mačk so zviševali dozo na tumor in niso dosegli maksimalne tolerance doze pri zdravem tkivu. Nobena od mačk pa ni imela hudih poznih posledic. Testirali so tudi kognitivne sposobnosti pri obsevanju možganov pri miših. Višji doserate kot so uporabili, manjše posledice so imele.
Težava je, da je FLASH učinek viden pri dozi nad 10 Gy, kar pomeni, da v kar nekaj primerih klinične rabe ne bi prišel v poštev.

## Vpliv na radioterapijo
Radioterapija FLASH lahko spremeni teorije radiobiologije. Spremeni se lahko »5R« radiobiologije (popravilo DNK, reoksigenacija, repopulacija, prerazporeditev, radiosenzitivnost). Čas tehnike FLASH je prekratek, da bi se pojavile ponovna reoksigenacija, repopulacija in prerazporeditev. Lahko se sicer zgodi, a ne vpliva na radioterapijo, saj se obsevanje izvede le v eni frakciji. Zato je lahko tehnika povezana le z dvema R-jema: popravilom DNK in radiosenzitivnostjo.
Druga sprememba v praksi je lahko višja dozna omejitev na zdrava tkiva, saj so študije pokazale da tehnika FLASH za isto stopnjo toksičnosti na zdravo tkivo potrebuje večji odmerek kot običajna radioterapija.
Tretja sprememba bi lahko bila v strategiji zdravljenja. Ker se FLASH izvede le v eni frakciji, sočasna kemoterapija ne bo mogoča, lahko je le adjuvantna ali neoadjuvantna. Tehnika bi na splošno izboljšala lokalno kontrolo tumorjev, imela manjše stranke učinke in s tem boljše preživetje in kakovostnejše življenje pacientov. Spremenila bi se tudi frakcionacija radioterapije – iz več frakcij v eno. Zaradi ene frakcije bi tehnika FLASH lahko imela tudi odličen ekonomičen in logističen napredek – manj dela in krajše čakalne dobe.
Z nadaljnjim raziskovanjem bi lahko izvedli učinek FLASH tudi pri manjših dozah, kar bi povečalo uporabnost v klinični praksi. Zaenkrat je težava tudi to, da je malo primernih naprav, ki lahko izvedejo tehniko FLASH.